# Pontiac Building
El Pontiac Building es un edificio histórico de gran altura ubicado en 542 S. Dearborn St. en el vecindario Printer's Row de Chicago, Illinois (Estados Unidos).

## Historia
Construido en 1891, el edificio es la obra sobreviviente más antigua en el centro de Chicago diseñada por la firma de arquitectura Holabird & Roche. El edificio de catorce pisos representa la escuela de arquitectura de Chicago y está diseñado como un marco de acero cubierto de ladrillo. La fachada de Dearborn Street del edificio cuenta con tres niveles de ventanales, mientras que la fachada de Federal Street presenta un nivel de ventanales flanqueado por dos niveles de ventanas planas; mientras que los dos niveles exteriores en ambas fachadas abarcan cada uno dos bahías, el nivel medio abarca solo uno. Los fondos de estos niveles de ventanas, ubicados en el segundo piso del edificio, cuentan con plafones de terracota; la cornisa del edificio también es de terracota. Los dos primeros pisos del edificio cuentan con pilares de piedra caliza con capiteles decorativos. Debido a la importancia arquitectónica del edificio, se agregó al Registro Nacional de Lugares Históricos el 16 de marzo de 1976. 

## Galería

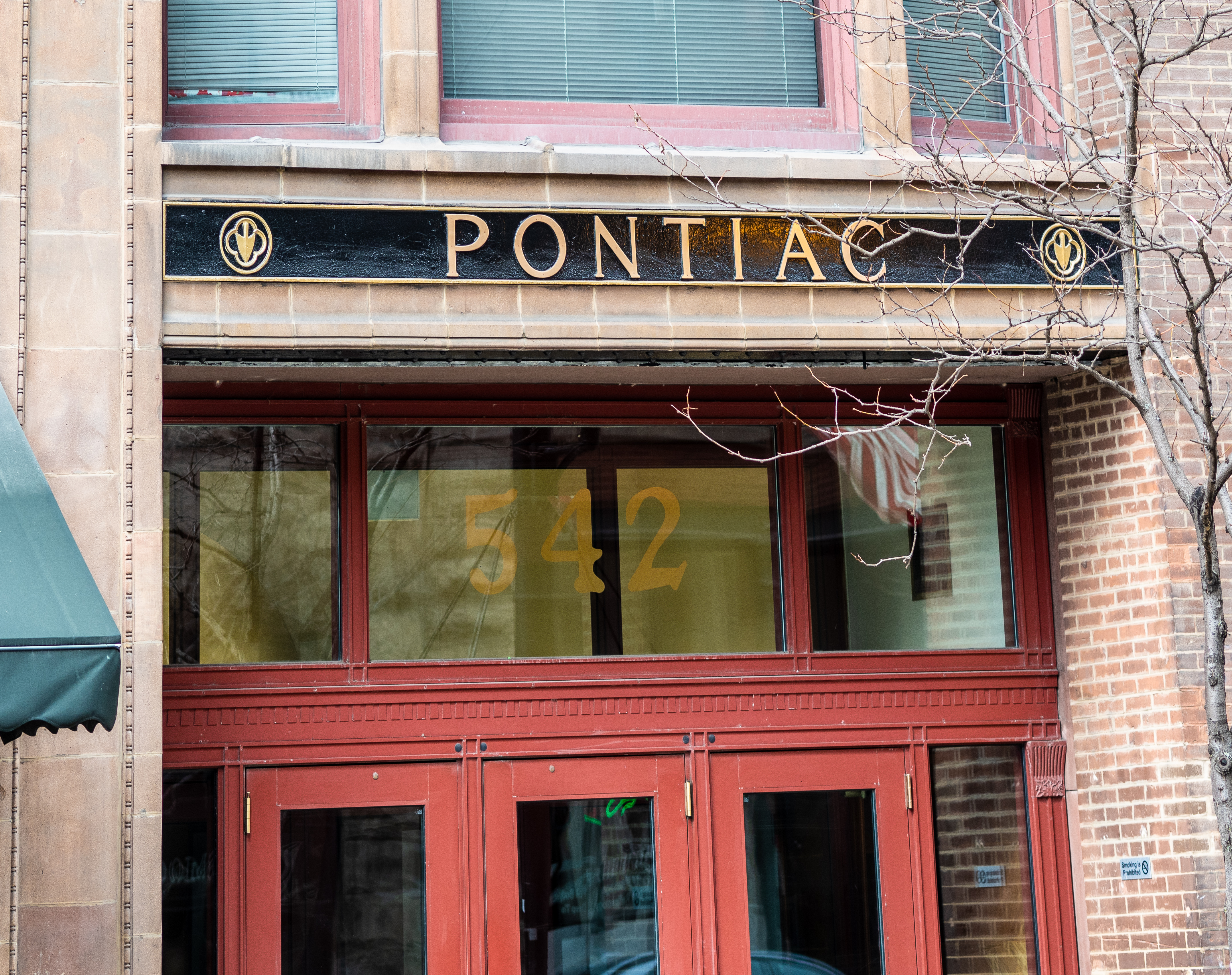
Entrada principal
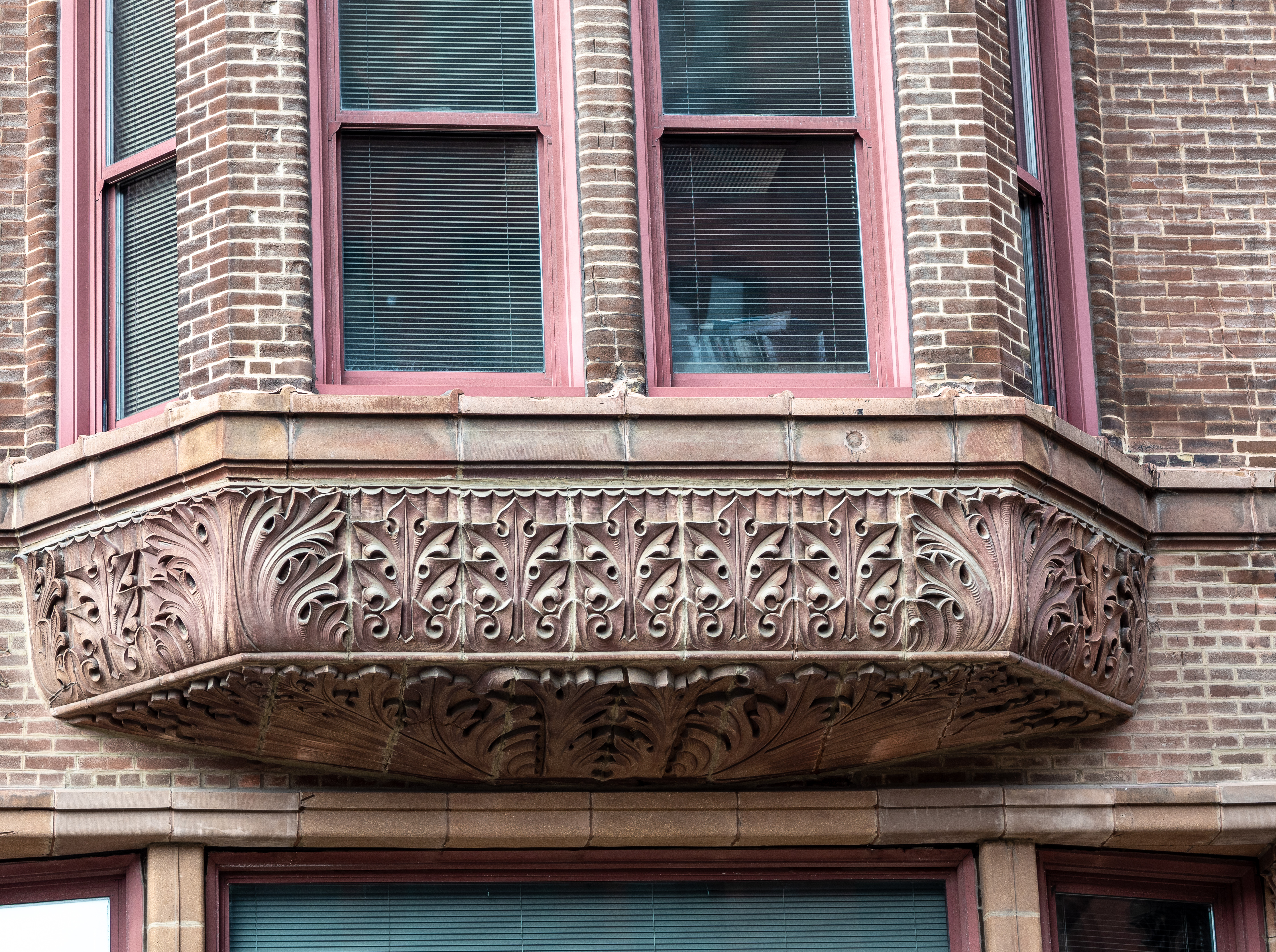
Detalle de ventana